# Neodon bomiensis
Neodon bomiensis — вид гризунів родини Cricetidae. Зустрічається тільки в Китаї.